# سید محمدباقر خوانساری
سید محمدباقر موسوی چهارسوقی خوانساری (۱۳۱۳–۱۲۲۶ ق) ادیب، مورخ، فقیه، اصولی و محدث و معروف به صاحب روضات الجنات بود.

## زندگی و تبارنامه
سید محمدباقر خوانساری در تاریخ ۲۲ ماه صفر سال ۱۲۲۶ ق (۱۱۸۹ خ) در شهر خوانسار به دنیا آمد. پدرش سید زین‌العابدین موسوی خوانساری از فقها و عالمان بنام زمان خود بود، وی دارای هشت فرزند از جمله سید محمدهاشم خوانساری (صاحب مبانی الاصول) و سید محمدباقر خوانساری (صاحب روضات الجنات) بود.
سید زین‌العابدین (پدر وی) فرزند سید ابوالقاسم خوانساری (میرصغیر) و او پسر حسین (صاحب حواشی بر شرح لمعه، درگذشته ۱۱۹۱) و او هم پسر سید ابوالقاسم خوانساری (میرکبیر) است.
وی در شب دوشنبه (هشتم یا) نهم جمادی‌الاول سال ۱۳۱۳ قمری (۱۲۷۴ خ) بر اثر بیماری ذات الریه در اصفهان درگذشت و در تخت فولاد دفن شد.
در سال ۱۳۱۶ قمری میرزا سلیمان‌خان رکن‌الملک، بقعه‌ای بر آرامگاه او بنا کرد. بر روی سنگ مزارش شعر زیر از خیام نیشابوری نوشته شده است:
| قد طار من غرف الروضات طائرها |  | نحو الجنان وأبقی من مآثره |
| قال المورخ فی تاریخ رحلته    |  | تعطل العلم من فقدان باقره |

ماده تاریخ مصرع آخر سال درگذشت وی (۱۳۱۳ ق) است.

## تحصیلات
دوران کودکی و نوجوانی‌اش در زادگاهش (خوانسار) در فراگیری علوم مقدماتی حوزه نزد پدر و جدش سید ابوالقاسم خوانساری (میرصغیر)، سپری شد.
او پس از وفات جدش به اصفهان رفت و مدتی نزد محمدتقی نجفی اصفهانی، سید محمد بن عبدالصمد شهشهانی، محمدباقر شفتی (سید محمدباقر بن محمدتقی رشتی اصفهانی مشهور به حجة الإسلام) و پدرش در اصفهان شاگردی کرد تا زمانی که به سن جوانی رسید.
در سال ۱۲۵۳ به کربلا سفر کرد و در محضر سید ابراهیم موسوی قزوینی (فرزند محمدباقر و صاحب ضوابط الاصول)، ادامه تحصیل داد و در طول مدتی که در کربلا به سر می‌برد، با استادش ارتباط دوستانه‌ای برقرار کرد تا جایی که حتی پس از اینکه به اصفهان برگشت، با هم در ارتباط بودند.
او در اصفهان در محله چهارسوی شیرازی‌ها ساکن شد و همین موضوع سبب شد که از سوی مردم و علما، لقب چهارسوقی به او بدهند. وی در آنجا به تدریس و نوشتن روی آورد.

### استادان
- سید ابوالقاسم خوانساری (میرصغیر)، جد وی
- سید زین‌العابدین خوانساری، پدر وی
- محمدتقی نجفی اصفهانی
- سید محمد بن عبدالصمد شهشهانی
- سید محمدباقر شفتی، مشهور به حجة الإسلام
- سید ابراهیم قزوینی، صاحب ضوابط الاصول

### شاگردان
از جمله شاگردان وی می‌توان به افراد زیر اشاره نمود:
- شیخ الشریعه اصفهانی
- سید محمدکاظم طباطبایی یزدی، صاحب عروةالوثقی
- سید ابوتراب خوانساری، (پسر ابوالقاسم پسر محمدمهدی پسر حسن پسر حسین پسر سید ابوالقاسم خوانساری (میرکبیر) و درگذشته ۱۳۴۶ ق)
- منیرالدین بروجردی[۱۱]
- میرزا یحیی مدرس اصفهانی[۱۲] [۱۳]

## القاب
سید محمدباقر دارای القاب متعددی است. وی چون در خوانسار متولد شده‌است، منتسب به «خوانساری» است. وی بعد از هجرت به اصفهان و سکونت در محله چهارسوی، به تدریج در بین مردم اصفهان به سید محمدباقر «چهارسویی» یا «چهارسوقی» معروف شد.
علاوه بر القاب مذکور، به جهت انتسابش به سید ابوالقاسم خوانساری (میرکبیر)، که پدربزرگ پدربزرگ او محسوب می‌شود، و در پی محاصره اصفهان توسط محمود افغان از شهر اصفهان به خوانسار مهاجرت کرد، به «اصفهانی» و همین‌طور به جهت انتسابش به موسی بن جعفر به «موسوی» نسبت یافته‌است. مهم‌ترین لقبش، «صاحب روضات الجنات» است که برگرفته از نام مهم‌ترین اثر اوست.

## آثار
- روضات الجنات فی احوال العلماء و السادات

مهم‌ترین کتاب وی است و این کتاب از مهم‌ترین کتاب‌های نوشته شده در شرح حال علمای دینی و فقیهان است، به طوری که مورد توجه دانشمندان علم رجال و شرح حال نویسان قرار گرفت و آن را بازگو یا نقد قرار دادند و در مدح آن سخنان بسیار گفتند.
- ال‍ن‍ه‍ری‍ة، رس‍ال‍ه ف‍ق‍ه‍ی‍ه اس‍ت‍دلال‍ی‍ه‌[۱۴]
- احسن العطیة فی شرح الالفیة للشهید
- ارجوزه، در اصول فقه
- اقسام اسباب البلایا النازلة فی هذه الدنیا علی الشقی و السعید
- تفصیل ضروریات الدین و المذهب
- حاشیه بر شرح لمعه
- حاشیه بر قوانین الاصول
- قرة العین و سرور النشأتین، منظومه‌ای فارسی و استدلالی در اصول عقاید با بیش از سه هزار بیت است.

از دیگر آثار اوست:
- تلویح النوریات من الکلام فی تنقیح الضروریات من الاسلام
- تلخیص مجموعه ورام
- طرف الاخبار لتحف الاخیار
- جواهر الاثار و جوائز الأبرار
- تسلیة الاحزان فی فقد الاحبة و الاخوان
- ادب اللسان
- ترجمه رسالة الصوم صاحب جواهر
- درر النظیم فی رسم التحیة و التسلیم
- فضل الجماعه، خمس، فقه، النهریة
- شرح حدیث حماد
- دستورالعمل للمکلفین
- امر به معروف و نهی از منکر
- اصول الفقه

## جایگاه علمی
وی از نادر دانشمندان اسلامی است که در اکثر علوم و فنون اسلامی، از قبیل: فقه، اصول، کلام، حدیث، رجال، منطق، ادبیات و تاریخ، تخصص و تبحر کافی داشت. او سلطه‌ای تام و تخصصی کامل در ادبیات فارسی و عربی داشت. وی صاحب قلمی روان و سیال و در نهایت بلاغت است. کتابش «روضات الجنات» بهترین گواه بر این مدعاست.
در نگارش به قدری زبردست و توانا بود که جواب استفتا و احکام را هم منشیانه و با وزن و قافیه می‌نوشت. هنگامی که حکم تکفیر سید حسن واعظ کاشی را نزدش بردند، نوشت:

«این سید کاشی، مشغول بدین تراشی، یا در متن کفر است یا در حواشی.»

علاوه بر نثر، در نظم و شعر نیز زبردست بود. اشعار فراوانی در موضوعات مختلف اخلاقی، اعتقادی و اصولی از وی به یادگار مانده که کتاب «قرة العین و سرور النشأتین» او در موضوع عقاید مشتمل بر بیش از ۳۰۰۰ بیت، طرف الاخبار لتحف الاخیار مشتمل بر ۱۱۲۰۰ بیت و مجموعه قصاید در مناقب اهل بیت و نیز اصول فقه‌اش که منظوم است، از جمله آثار بجا مانده از اوست.
سید محمدباقر خوانساری، فقیهی پژوهشگر در فقه جعفری و متفکری اصولی بود. تألیفات وی در زمینه فقه و اصول، از قبیل رساله‌های فضل الجماعة، خمس، فقه، النهریة، اصول الفقه، ترجمه رسالة الصوم و احسن العطیة فی شرح الالفیة للشهید، گواه توانایی وی در استنباط احکام و تسلط کامل او در اصول و فقه اسلامی می‌باشد.
در علم حدیث دارای مهارت زیادی بود و تسلط کاملی بر روایت‌های چهارده معصوم داشت. وی از معدود دانشمندان علم تراجم است که از نظر تخصص و احاطه تمام و آگاهی کامل بر احوال راویان حدیث و اعلام و علمای اسلام، به سرحد کمال رسیده بود. او در این زمینه، مجتهدی بزرگ بود.